# Eublemma flavinia
Eublemma flavinia är en fjärilsart som beskrevs av George Francis Hampson 1902. Eublemma flavinia ingår i släktet Eublemma och familjen nattflyn. Inga underarter finns listade i Catalogue of Life.